# Vásárhelyi Domokos
Vásárhelyi Domokos, született Weisz Dávid (Hódmezővásárhely, 1859. április 2. – Budapest, 1945. január 31.) közigazgatási bíró, tanácselnök.

## Életútja
Előkelő földbirtokos családból származott, apja Weisz Károly (Jakab), anyja Löffler Eleonóra volt. Középiskoláit szülőhelyén, az egyetemet Budapesten végezte és miután jogi doktori és ügyvédi okleveleket szerzett, Komáromban telepedett le és nyitott ügyvédi irodát. Rövid idő múltán ugyanott városi főügyész, a komáromi izraelita hitközség és a községkerület elnöke lett. 1910-ben Budapestre került, mint a Közigazgatási Bíróság tagja. Halálát szívbénulás, dülmirigy-túltengés okozta.
Felesége Pollák Gizella volt, akivel 1883. október 14-én Aradon kötött házasságot. Három hónappal élte túl férjét, 1945. május 11-én hunyt el Budapesten, tüdőgyulladás, agyvérzés következtében.
Lánya Vásárhelyi Ilona (1895–1945) volt, aki 1918-ban Gajduschek Mátyás orvoshoz ment nőül. A holokauszt áldozata lett.